# Na cestě
Na cestě (v originále On the Road) je román amerického spisovatele Jacka Kerouaca. Kerouac jej napsal v dubnu 1951, ale kniha vyšla až v roce 1957 v nakladatelství Viking Press. Román je z velké části založen na Kerouacových autobiografických vzpomínkách a je psán stylem proudu vědomí. Kerouac v knize popisuje zejména své cestování napříč Spojenými státy se svými přáteli. Jejich jména jsou v knize pozměněná, avšak předlohou pro hlavní postavy románu byli skuteční lidé.
Jacka Kerouaca při tvorbě tohoto díla zásadně ovlivnil Neal Cassady, konkrétně rozsáhlým čtyřicetistránkovým dopisem (známým jako dopis o Joan Andersonové), de facto jedinou nepřerušovanou větou, jež byla Kerouacovi inspirací k formě, kterou pro román potřeboval. Poté, co byl propuštěn z nemocnice (kde byl hospitalizován s flebitidou – zánětem žil) koncem března 1951, pustil se do díla. Začal psát na pět metrů dlouhé tenké role japonského kreslicího papíru, jež našel na půdě a lepil je dohromady do velkých pásů. Pracoval neúnavně po celé tři týdny, pod vlivem drog a v podnapilém stavu, aby vytvořil svůj jediný 30 m dlouhý odstavec tak, jak se mu vynořoval v paměti. Byl to jeho způsob, jak se vymanit z dřívějších literárních omezení, která považoval za druh lži.
Poté, co dílo koncem dubna dokončil, opustil svou druhou manželku Joan Havertyovou. Byl vyčerpaný a přecitlivělý a přesunul se do domu své sestry v Rocky Mount, kde – pro uklidnění – věnoval dlouhé dny četbě Dostojevského, Prousta, Lawrence, Faulknera, Flauberta, Gorkého, Whitmana, Dickinsonové, Yeatse, Hawthorna, Sandburga a Crana.
Román byl americkým časopisem Time vybrán mezi stovku nejlepších anglicky psaných románů mezi lety 1923 až 2005.

## Postavy
Následující tabulka znázorňuje postavy zachycené v románu Na cestě a jejich skutečné předlohy osobností, které Kerouac nacházel mezi svými přáteli.
| Skutečná osoba       | Jméno v knize    |
| -------------------- | ---------------- |
| Jack Kerouac         | Sal Paradise     |
| Gabrielle Kerouac    | Salova teta      |
| Alan Ansen           | Rollo Greb       |
| William S. Burroughs | Starouš Bull Lee |
| Joan Vollmer         | Jane             |
| Lucien Carr          | Damion           |
| Neal Cassady         | Dean Moriarty    |
| Carolyn Cassady      | Camille          |
| Hal Chase            | Chad King        |
| Henri Cru            | Remi Boncoeur    |
| Bea Franko           | Terry            |
| Allen Ginsberg       | Carlo Marx       |
| Diana Hansen         | Inez             |
| Joan Haverty         | Laura            |
| LuAnne Henderson     | Mary Lou         |
| Al Hinkle            | Ed Dunkel        |
| Helen Hinkle         | Galatea Dunkel   |
| Jim Holmes           | Tom Snark        |
| John Clellon Holmes  | Tom Saybrook     |
| Herbert Huncke       | Elmer Hassel     |
| Frank Jeffries       | Stan Shephard    |
| Allen Temko          | Roland Major     |
| Bill Tomson          | Roy Johnson      |
| Ed Uhl               | Ed Wall          |

## Četba na pokračování
Román byl zpracován v Českém rozhlasu v roce 2016 jako osmidílná četba na pokračování. Čte: David Novotný v překladu Jiřího Joska připravil: Josef Rauvolf, režie: Vlado Rusko.
Román byl vydán i v edici Penguin Reader audiopack na dvou audiokazetách s doprovodnou knihou (upravenou pro studenty AJ, úroveň 5-Upper Intermediate).